# New START

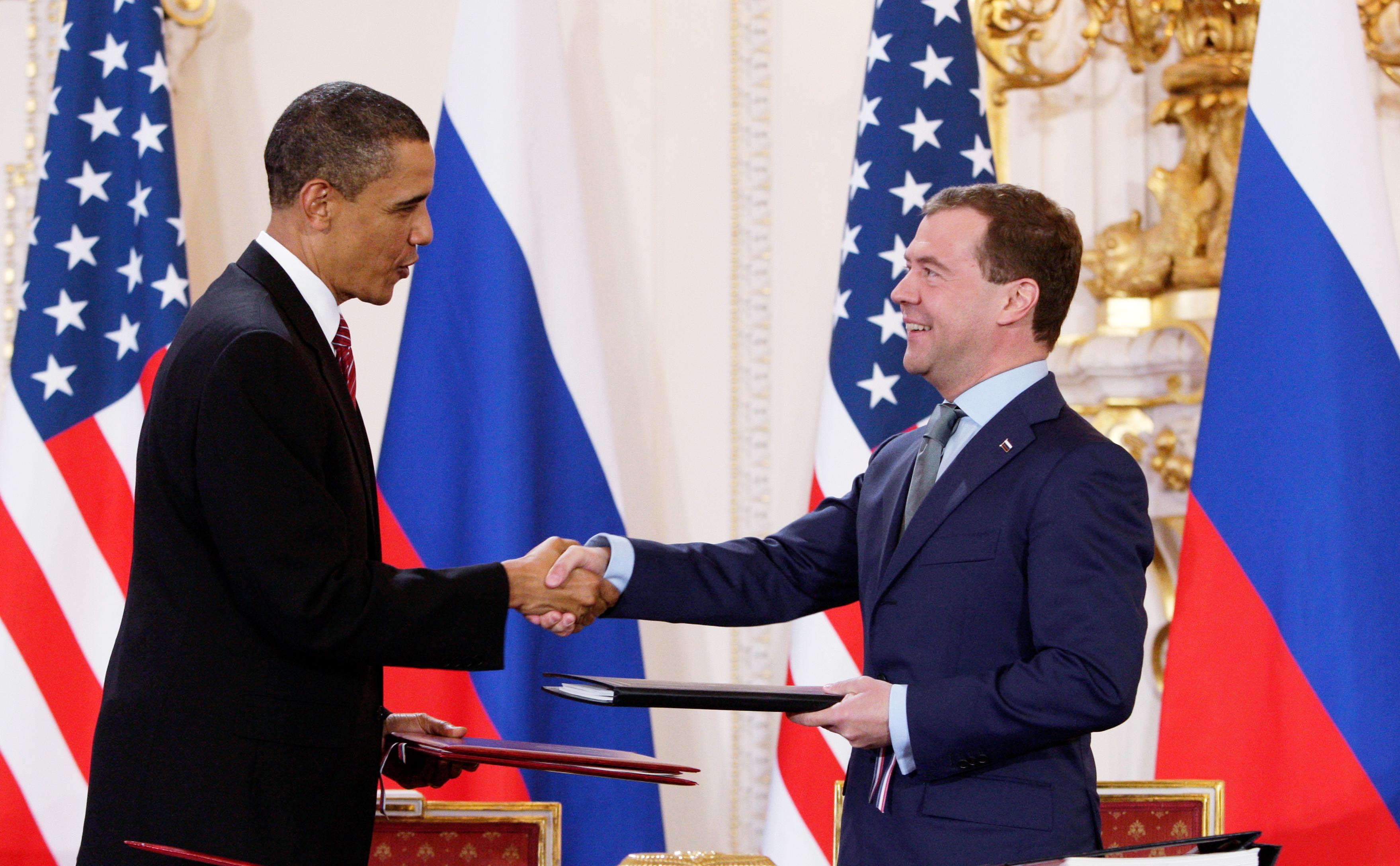
presidenten Obama en Medvedev na de ondertekening van het New START-verdrag in Praag.

New START (formele Engelse benaming: Measures for the Further Reduction and Limitation of Strategic Offensive Arms) is een nucleair ontwapeningsverdrag tussen de Verenigde Staten en de Russische Federatie dat op 5 februari 2011 in werking trad en in februari 2021 met vijf jaar werd verlengd tot 5 februari 2026. Het verdrag beperkt het aantal operationele kernkoppen voor beide landen tot 1550 op elk 800 lanceerinrichtingen. Het is tevens het laatst overgebleven wapenverdrag tussen de twee landen. In de jaarlijkse toespraak voor het Russische parlement op 21 februari 2023 kondigde president Poetin echter aan dat Rusland dit verdrag zal opschorten.

## Akkoord op hoofdlijnen
Het New START-verdrag beperkt het aantal operationele kernkoppen voor beide landen tot 1550, wat bijna een twee derde vermindering is ten opzichte van de afspraken uit het oorspronkelijke START I-verdrag en 10 procent lager is dan het operationele kernkoplimiet van het Strategic Offensive Reductions Treaty uit 2002. Het totale aantal kernkoppen zou echter de limiet van 1550 met een paar honderd kunnen overschrijden omdat er slechts een kernkop per bommenwerper wordt geteld, ongeacht hoeveel het daadwerkelijk vervoert. Daarnaast beperkt het verdrag het aantal actieve lanceerinstallaties uitgerust voor kernwapens van intercontinentale raketten, Submarine-Launched Ballistic Missiles en zware bommenwerpers tot 700. Het maximale aantal lanceerinstallaties is vastgesteld op 800 inclusief niet-actieve lanceerinstallaties.

## Totstandkoming
Het New START-verdrag is, na het niet-geratificeerde START II-verdrag en het niet tot stand gekomen START III-verdrag, de opvolger van het START I-verdrag dat dateerde uit juli 1991. Het opstellen van het verdrag begon in april 2009, na een ontmoeting in Londen tussen de Amerikaanse president Barack Obama en de Russische president Dmitri Medvedev. Op 6 juli 2009 werd in Moskou een intentieverklaring ondertekend over de vermindering van het kernwapenarsenalen tot 1500 kernkoppen voor beide landen. Een definitief akkoord werd op 26 maart 2010 bereikt, waarna het New START-verdrag op 8 april 2010 werd ondertekend in Praag. Het verdrag werd van kracht op 5 februari 2011 en kreeg een looptijd van tien jaar, met de optie tot verlenging van steeds vijf jaar.

### Verlenging
Na mislukte onderhandelingen over het verlengen van het verdrag tussen de Amerikaanse president Donald Trump en de Russische president Vladimir Poetin, maakte Trumps opvolger, president Joe Biden, na zijn beëdiging direct kenbaar een nieuwe poging te willen doen om het verdrag te verlengen. Op 3 februari 2021 werd alsnog een akkoord over de verlenging van het ontwapeningsverdrag bereikt, waardoor de afspraken van het het New START-verdrag lopen tot 5 februari 2026.

### Eenzijdige opzegging
In de jaarlijkse toespraak voor het Russische parlement op 21 februari 2023 kondigde president Poetin aan dat Rusland het verdrag zal opschorten.